# Pern-Lhospitalet
Pern-Lhospitalet község Franciaország Okcitánia régiójában, Lot megyében. Új községként 2025. január 1-jén jött létre Lhospitalet és Pern korábbi községek egyesítésével. Lakosainak száma 925 fő (2022. január 1.).

## Népesség
| 2021 | 928 |
| 2022 | 925 |